# Waldgebiet von Umm ar-Rihan

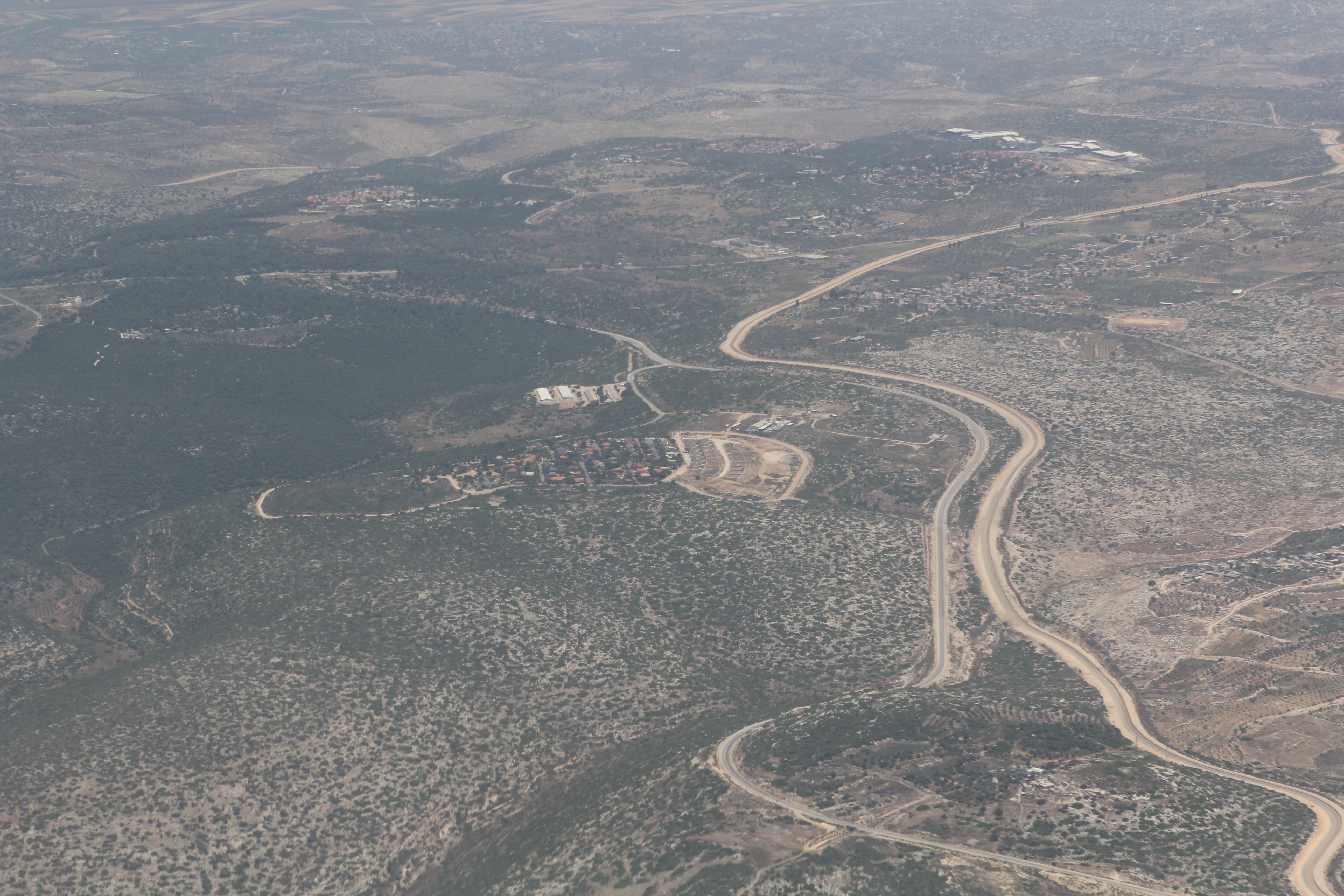
Blick über das Waldgebiet Richtung Nordosten. In der Bildmitte die israelische Siedlung Reihan, an der das Bild querenden geraden Straße dahinter liegen die palästinensischen Dörfer Umm ar-Rihan, Izbat ar-Raghdiya, Dhaher al-Malik. Im Hintergrund die israelischen Siedlungen Tal Menashe, Hinanit und Shakid. Die Sperranlage verläuft östlich des Waldgebiets

Das Waldgebiet von Umm ar-Rihan (andere Schreibweise: Umm al-Rihan) ist ein teilweise unter Naturschutz stehendes Areal im Westjordanland. Es liegt im Nordwesten von Jenin und grenzt an die Grüne Linie. Das Waldgebiet, welches Staatseigentum ist, wurde von der Ständigen Delegation Palästinas bei der UNESCO im Jahr 2012 auf der Tentativliste des Weltnaturerbes eingetragen. Dabei handelt es sich um etwa 60.000 Dunam Hügelland, die mit dichten Wäldern bestanden sind – das größte Waldgebiet des Westjordanlandes. Es erreicht eine maximale Höhe von 412 Metern über dem Meeresspiegel. 

## Flora und Fauna
Im Westjordanland gibt es 260.000 Dunam bzw. 26.000 Hektar Waldgebiete. Die Bezirke Tulkarem und Jenin, welche vergleichsweise dünner besiedelt sind, besitzen mit zusammen 235.000 Dunam den größten Teil des palästinensischen Waldlandes in mediterraner Semi-Küstenzone. Von den reichlicheren Niederschlägen dieses Gebiets profitiert ein Mischwald, unter anderem aus Aleppo-Kiefern (Pinus halapensis), Pistazien (Pistacia  spp.), Johannisbrotbäumen (Ceratonia siliqua), Mittelmeer-Zypressen (Cupressus sempervirens) und Eichen (Quercus spp.).
Im Blick auf die Biodiversität ist von Interesse, dass im Naturschutzgebiet von Umm ar-Rihan Wildformen von Gerste und Weizen wie auch von Obstbäumen vorkommen.
Das Waldgebiet ist Rast- und Brutgebiet vieler Vogelarten. Unter den Zugvögeln, die im Waldgebiet von Umm ar-Rihan angetroffen werden, sind bedrohte Arten wie der Weißstorch, der Rötelfalke (Falco naumanni) und der Wespenbussard (Pernis apivorus). Der Schmutzgeier (Neophron percnopterus) brütet hier.

## Besiedlung
Palästinensische Dörfer wie auch israelische Siedlungen befinden sich hier in einem Naturschutzgebiet, das in der britischen Mandatszeit ausgewiesen wurde. Östlich davon verläuft die israelische Sperranlage. 

### Umm ar-Rihan (palästinensisches Dorf)
Namengebend für das Waldgebiet ist Umm ar-Rihan („Mutter des Basilikums“), ein Dorf von etwa 420 Einwohnern. Es wurde im ausgehenden 19. Jahrhundert vom Dorf Yabed aus als nicht ständige landwirtschaftliche Siedlung angelegt; seit 1922 ist es ständig bewohnt. Zum Dorf gehören 930 Dunam Land, davon sind 630 als privates Eigentum im Landregister eingetragen. Seit 1967 hatte Israel keine Baugenehmigung für Umm ar-Rihan erteilt, begründet wurde dies mit der Lage in einem künftigen Naturschutzgebiet. Die Einwohner beantragten mit Unterstützung der NGO Bimkom Baugenehmigungen, die nach mehrjährigem Verfahren teilweise erteilt wurden: Im Jahr 2008 erlaubte die Zivilverwaltung den Bau von 200 Wohneinheiten auf 85 Dunam Land.

### Reihan (israelische Siedlung)
Reiḥan (ריחן) ist ein 1977 gegründeter Moschaw mit 265 Einwohnern.
Die israelische Zivilverwaltung als Treuhänder für verlassenes und in Staatsbesitz befindliches Land in der Westbank übergab der Siedlungsabteilung der World Zionist Organization im Jahr 1994 3.500 Dunam Land „zum Zweck der Planung, der Entwicklung und des Aufbaus der Siedlung“, welches diese Siedlungsabteilung 1995 zu sehr vorteilhaften Bedingungen an die Bewohner von Reihan vergab.